# Pêcheur
Pour les articles homonymes, voir Pêcheur (homonymie).
Un pêcheur (au féminin, une pêcheuse) est une personne qui recherche et capture des poissons et autres animaux marins vivant dans l'eau, ou qui recueille des coquillages.
Dans le monde entier, on dénombre 38 millions de pêcheurs pratiquant la pêche commerciale ou de subsistance, et de pisciculteurs. Le terme peut également être appliqué pour les pêcheurs de loisirs.
Depuis le Mésolithique (voir chasseur-cueilleur), la pêche, tout comme la chasse et la cueillette, sont considérés comme des moyens de survie permettant de se procurer de la nourriture.

## Histoire

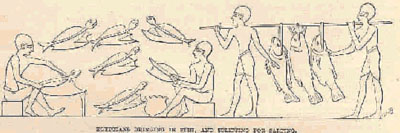
Les Égyptiens apportant des poissons et les coupant afin de les saler.

La pêche a existé comme un moyen de se procurer de la nourriture depuis le Mésolithique. Pendant le temps de l'Égypte antique, les pêcheurs fournissaient la majeure partie de la nourriture pour les Égyptiens. La pêche était aussi bien l'un des principaux moyens de survie qu'une entreprise commerciale.
La pêche et les pêcheurs ont également influencé la religion de l'Égypte antique ; les mulets ont été adorés comme un signe de l'arrivée de la saison de l'inondation. Bastet était souvent représenté sous la forme d'un poisson-chat. Dans la littérature de l'Égypte antique, la méthode utilisée par Amon  pour créer le monde, est associée avec le tilapia la méthode d'incubation buccale[Quoi ?].

## Commerce

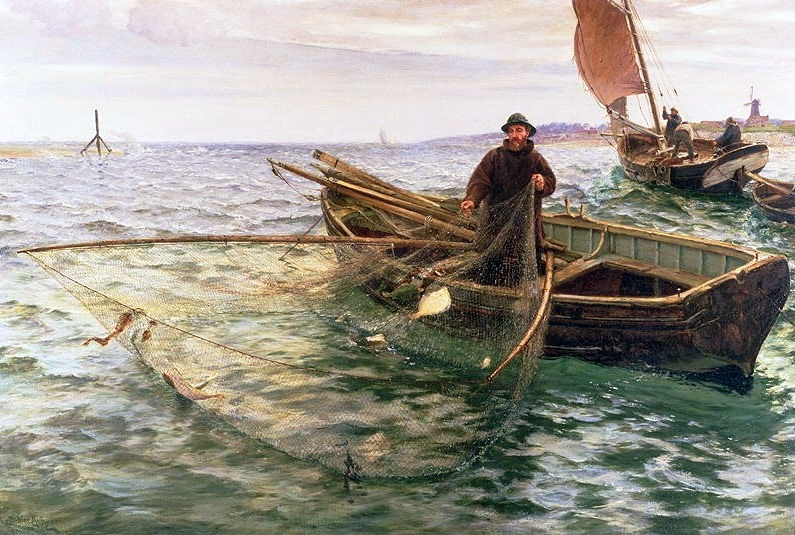
The Fisherman – par Charles Napier Hemy, 1888.

Selon la FAO, il y avait environ 39 millions de pêcheurs dans les pays produisant plus de 200 000 tonnes en 2012, soit près de 140 % de plus qu'en 1995. La production totale de la pêche, 66 millions de tonnes, équivaut à une productivité moyenne de 3,5 tonnes par personne.
La plus grande partie de cette croissance a eu lieu en Asie, où vivent les quatre cinquièmes des pêcheurs et des pisciculteurs.
La plupart des pêcheurs sont des hommes pratiquant la pêche en haute mer. Dans certaines régions côtières, les femmes pêchent à partir de petits bateaux ou collectent des coquillages et des algues. Dans de nombreuses communautés pratiquant la pêche artisanale, les femmes sont responsables de l'élaboration et de la réparation des filets ainsi que des transformations postérieures à la pêche et de la commercialisation.

## Loisirs
La pêche récréative est la pêche pour le plaisir ou la compétition. Elle peut être opposée à la pêche commerciale et à la pêche de subsistance.
La forme la plus commune de pratiquer la pêche de loisir consiste à se munir d'une canne à pêche, d'un moulinet, d'une ligne de pêche, d'hameçons et d'une large gamme d'appâts. Souvent, les leurres sont utilisés à la place de l'appât. Certaines personnes fabriquent elles-mêmes des leurres, par exemple des leurres en plastique et des mouches artificielles.
La pratique de la pêche ou la tentative d'attraper des poissons avec un hameçon est appelée la pêche à la ligne. Lorsque l'on pêche à la ligne, il est parfois prévu et exigé que les poissons soient capturés et relâchés. La pêche au gros, à la ligne de gros poissons, est réalisée depuis un bateau de pêche dans l'intention d'attraper des espèces vivant en eaux libres telles que le thon, les requins et le marlin.

## Communautés

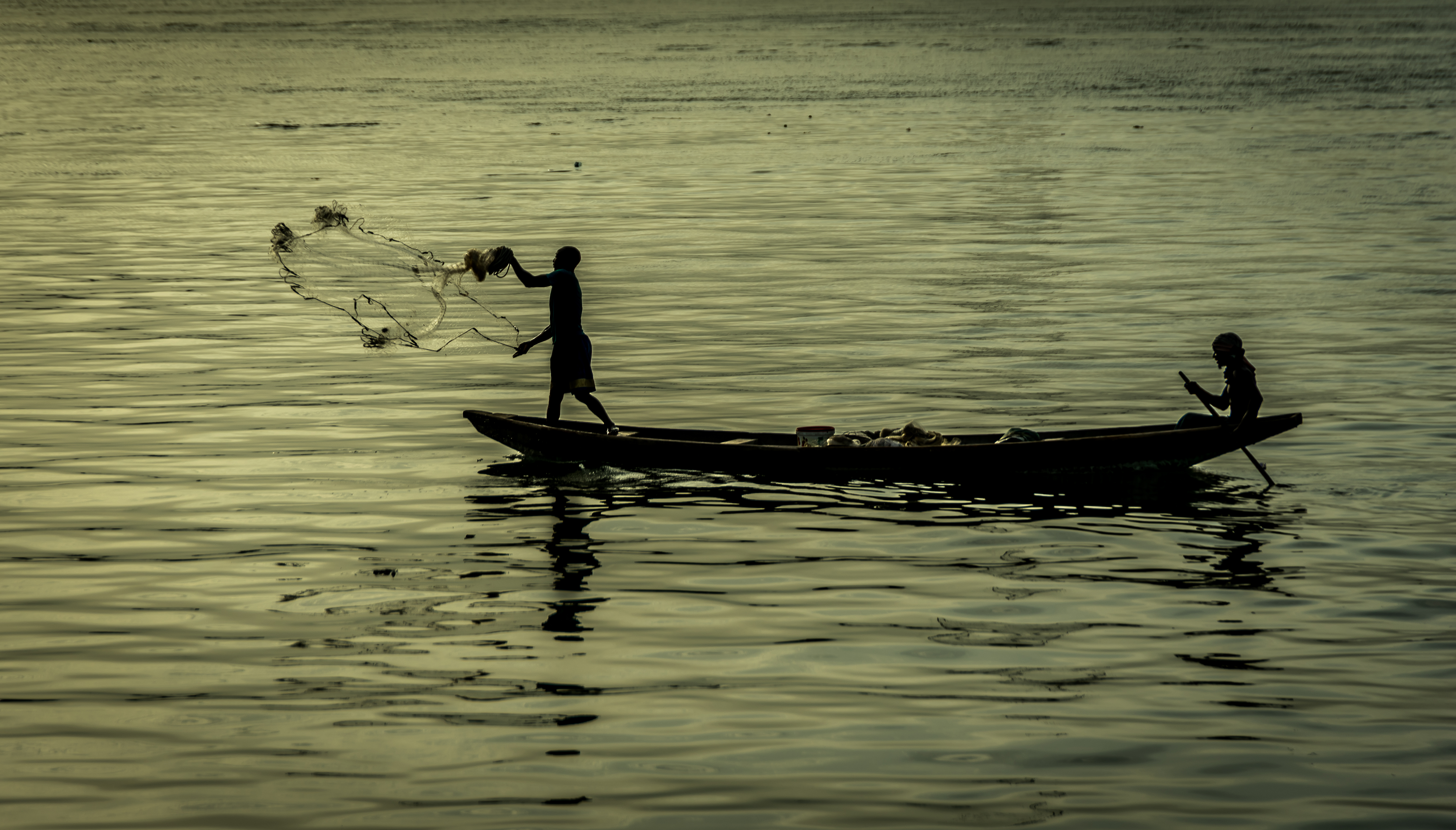
Au crépuscule, des frères d'une communauté de pêcheurs dans la lagune de Lagos envoient le filet pour nourrir leur famille.

Pour certaines communautés, la pêche fournit non seulement une source de nourriture et de travail, mais aussi une identité communautaire et culturelle.

## Questions de sécurité

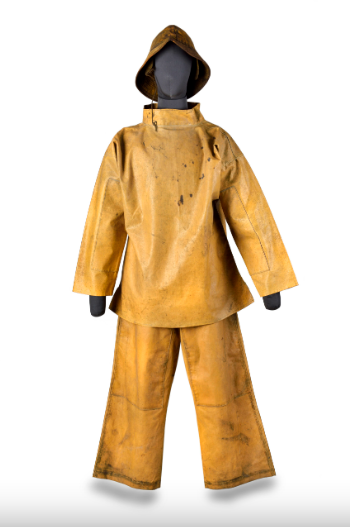
Tenue de campagne à Terre-Neuve, toile cirée, milieu du XXe siècle, Musée des Pêcheries, Fécamp.

L'industrie de la pêche est dangereuse pour les pêcheurs. Entre 1992 et 1999, les navires de pêche commerciaux américains ont connu en moyenne 78 décès par an. Les principales causes de décès sont les suivantes :

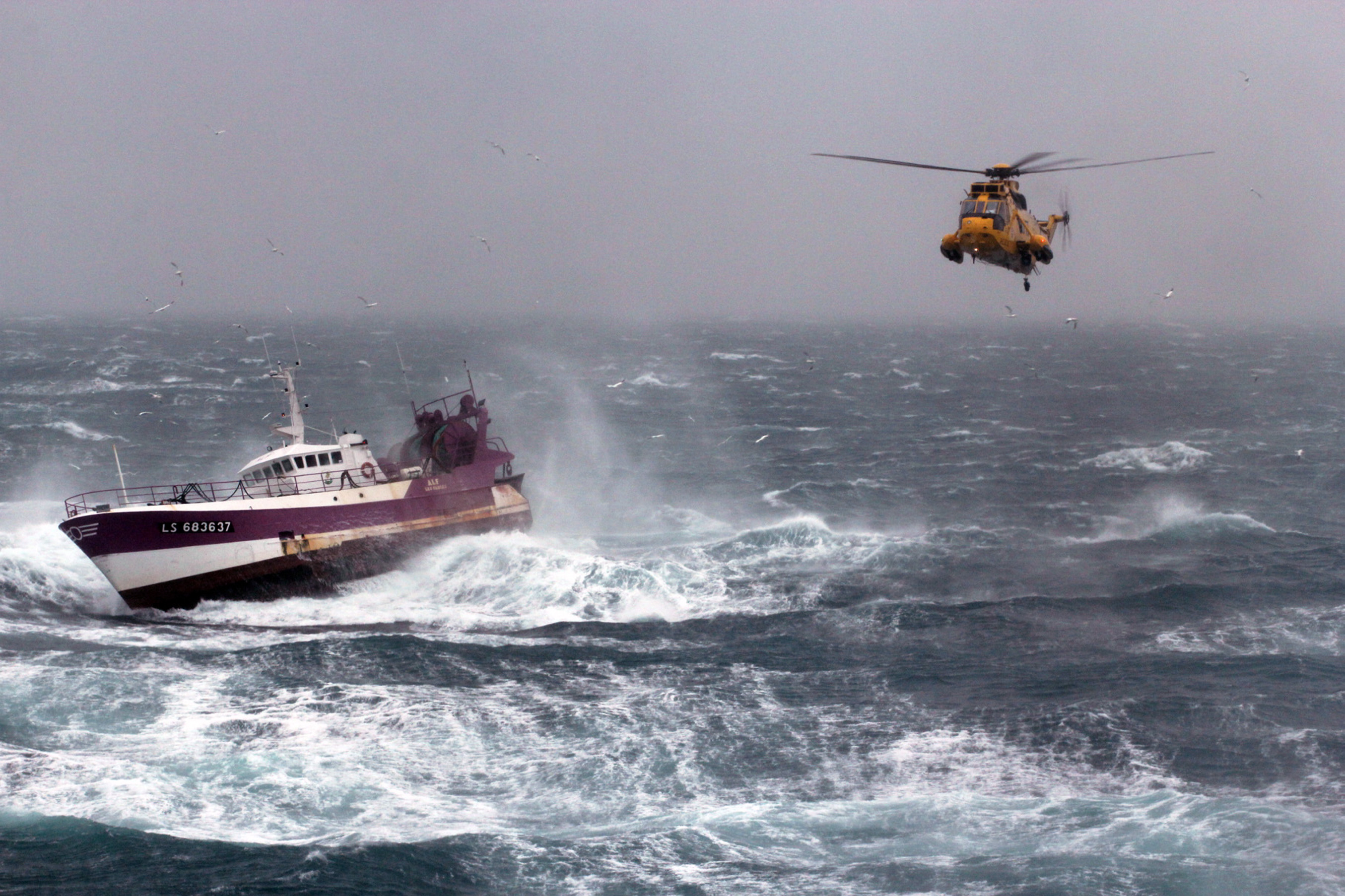
L'hélicoptère de recherche et de sauvetage de la Royal Air Force, Sea King, vient en aide au bateau de pêche français Alf au cours d'une tempête en Mer d'Irlande.

- Le manque de préparation pour les situations d'urgence ;
- Le mauvais entretien des navires et l'insuffisance de l'équipement de sécurité ;
- Le manque de sensibilisation ou l'ignorance des problèmes de stabilité.

De nombreux pêcheurs, tout en acceptant le danger de la pêche, défendent farouchement leur indépendance. De nombreuses propositions de lois et de règlements supplémentaires visant à accroître leur sécurité ont été abrogés en raison de l'opposition des pêcheurs.

En Alaska, les pêcheurs travaillent dans des conditions parmi les plus dures du monde. Ils doivent endurer, au cœur de ces zones de pêche, différentes épreuves laborieuses et exigeantes, notamment l'appréhension des vents violents, l'obscurité, l'eau très froide, la glace, et de courtes saisons de pêche, où les journées de travail interminables sont la norme. La fatigue physique, le stress et les pressions financières pèsent sur la carrière des pêcheurs de l'Alaska. Ces conditions de travail rendent leur métier particulièrement dangereux. Sur 948 décès liés au travail qui ont eu lieu en Alaska entre 1990 et 2006, un tiers (311) a eu lieu chez les pêcheurs. Cela est équivalent à un taux de létalité annuel de 128/100 000 personnes/an. Ce taux de mortalité est 26 fois plus élevé que le taux de létalité lié aux accidents du travail aux États-Unis (environ 5/100 000 travailleurs/an) à la même période.

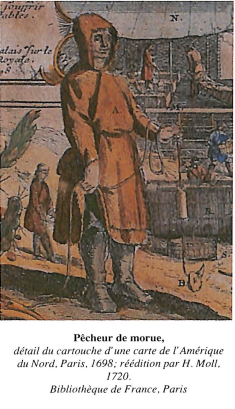
Pêcheur de morue du XVIIe siècle, issu d'un cartouche d'une carte de l'Amérique du Nord de 1698, réédition de H. Moll, 1720, BnF

Alors que le taux de décès pour la pêche commerciale dans l'Alaska est encore très élevé, il semble être en baisse : depuis 1990, il y a eu 51 % de baisse du taux de décès annuel. Le succès de la pêche commerciale est dû en partie à la mise en œuvre de nouvelles exigences de sécurité dans le début des années 1990 par la Garde côtière des États-Unis. Ces exigences de sécurité ont contribué à augmenter à 96 pour cent la survive de pêcheurs lors d'un naufrage en 2004, alors qu'en 1991, seulement 73 % survivaient en moyenne. Alors que le nombre de décès de pêcheurs professionnels dans l'est de l'Alaska a été réduit, 20 à 40 navires sont encore perdus chaque année. Il y a encore environ 100 pêcheurs qui doivent être sauvés chaque année des eaux glaciales de l'Alaska. Ces sauvetages réussis dépendent toujours du personnel de la Garde Côtière américaine de recherche et de sauvetage, dont les efforts peuvent être entravés par la dureté de la mer et de la météo. En outre, les personnes impliquées dans les opérations de recherche et sauvetage courent elles-mêmes un risque considérable de blessure ou de décès au cours de leurs opérations.
En France, sur les quinze mille marins pêcheurs en activité, plus de mille se blessent chaque année et une dizaine meurent selon les chiffres ministériels. La fatigue est l'un des principaux facteurs d'accident à bord. D'après la psychologue et chercheuse Camille Jégo, les réminiscences de situations traumatiques sont fréquentes chez les pêcheurs : « Dans ce secteur, le taux d'état de stress post-traumatique est proche de celui de population à risque, comme les militaires ou les pompiers. Tout au long de leur carrière, les marins sont confrontés à une répétition de situations traumatogènes : accidents, corps repêchés, naufrages, ou encore piraterie. ». »

## Vêtements

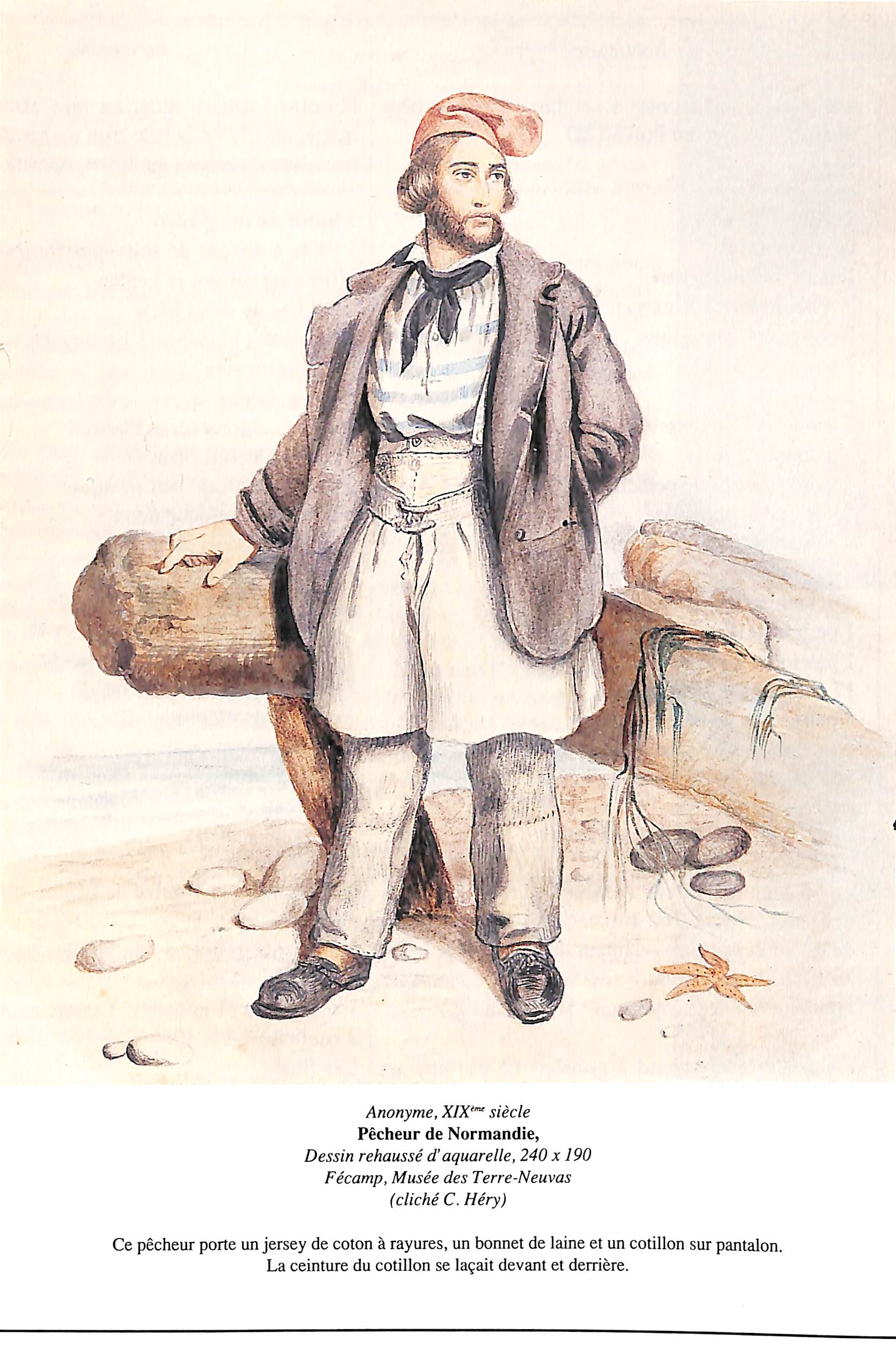
Anonyme, XIXe siècle, Pêcheur de Normandie, dessin et aquarelle, Fécamp, Musée des Pêcheries.

Les historiens du costume estiment qu’on voit apparaitre des vêtements spécifiques aux marins-pêcheurs à partir du XVIe siècle. L’histoire de leurs vêtements est assez rattachée aux pêcheurs de Terre-Neuve qui se sont embarqués vers les côtes froides du Canada pendant cinq siècles. Devant lutter contre le froid et l’humidité ils ont participé à l’élaboration de vêtements adaptés à la pêche.
Dès le XVIe siècle les pêcheurs portent des chausses marinières qui sont une sorte de culotte ample portée au-dessus de la culotte normale, faite protéger du froid et de l’humidité, tout en laissant le marin libre de ses mouvements. Au XVIe siècle ces chausses se transforment en un cotillon (culotte ample de protection) porté avec un tablier et un surtout à capuche.
C’est au XVIIIe siècle que les vêtements du marin commencent à être véritablement imperméables, car on invente la technique de la toile de coton ou de lin goudronnée. Cela va considérablement se développer au XIXe siècle avec la technique du coton huilé (ou ciré) à l’huile de lin. On continue de porter le cotillon, ce qui devient au XXe siècle le pantalon ou la salopette de pêche.
Au XXe siècle, ces vêtements sont de plus en plus faits dans des matières que nous connaissons encore, qui sont le coton ciré au vinyle puis au plastique. Au XXe siècle, le terme cotillon subsiste encore pour désigner le pantalon en toile cirée, que les marins-pêcheurs serraient sous le genou : « la tenue de gala est de rigueur : bottes cuissardes, vareuses huilées, cotillons (pantalons cirés) amarrés serrés sous les genoux pour ne pas que l’eau s’infiltre par le bas ».

## Galerie

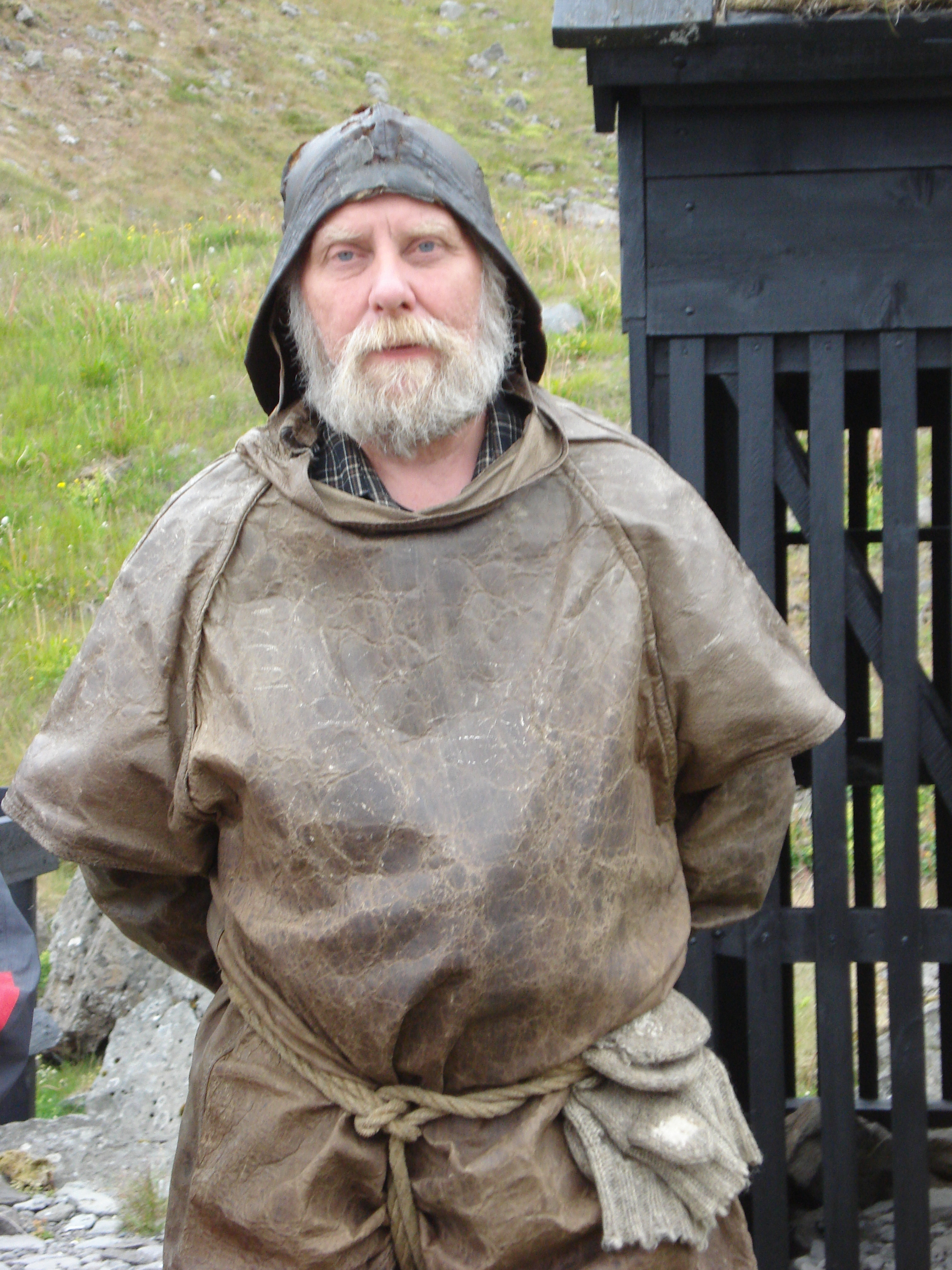
Pêcheur traditionnel islandais.
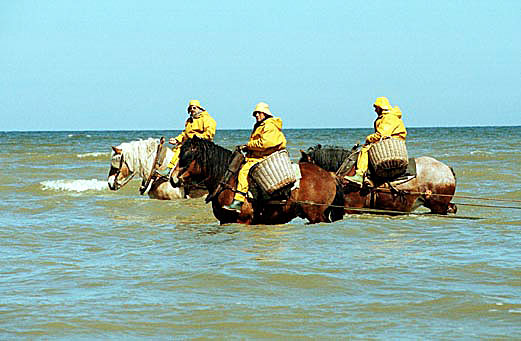
Pêcheur de crevette à cheval.
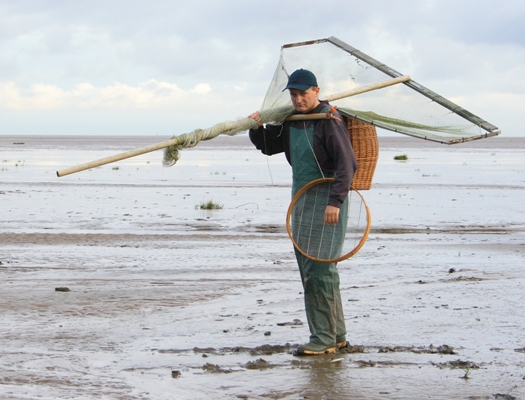
Pêcheur anglais avec un filet.
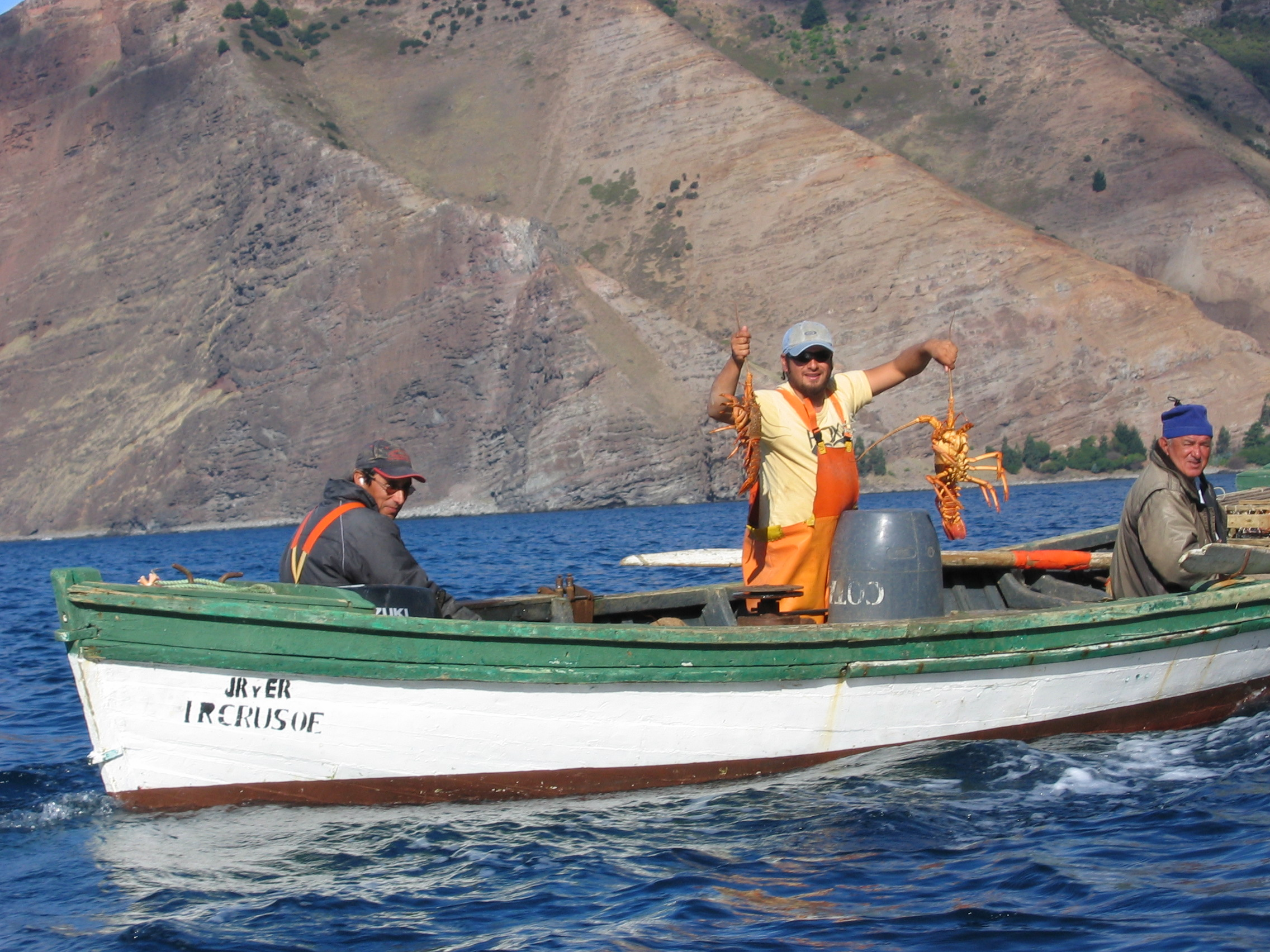
Pêcheurs chiliens de homards.
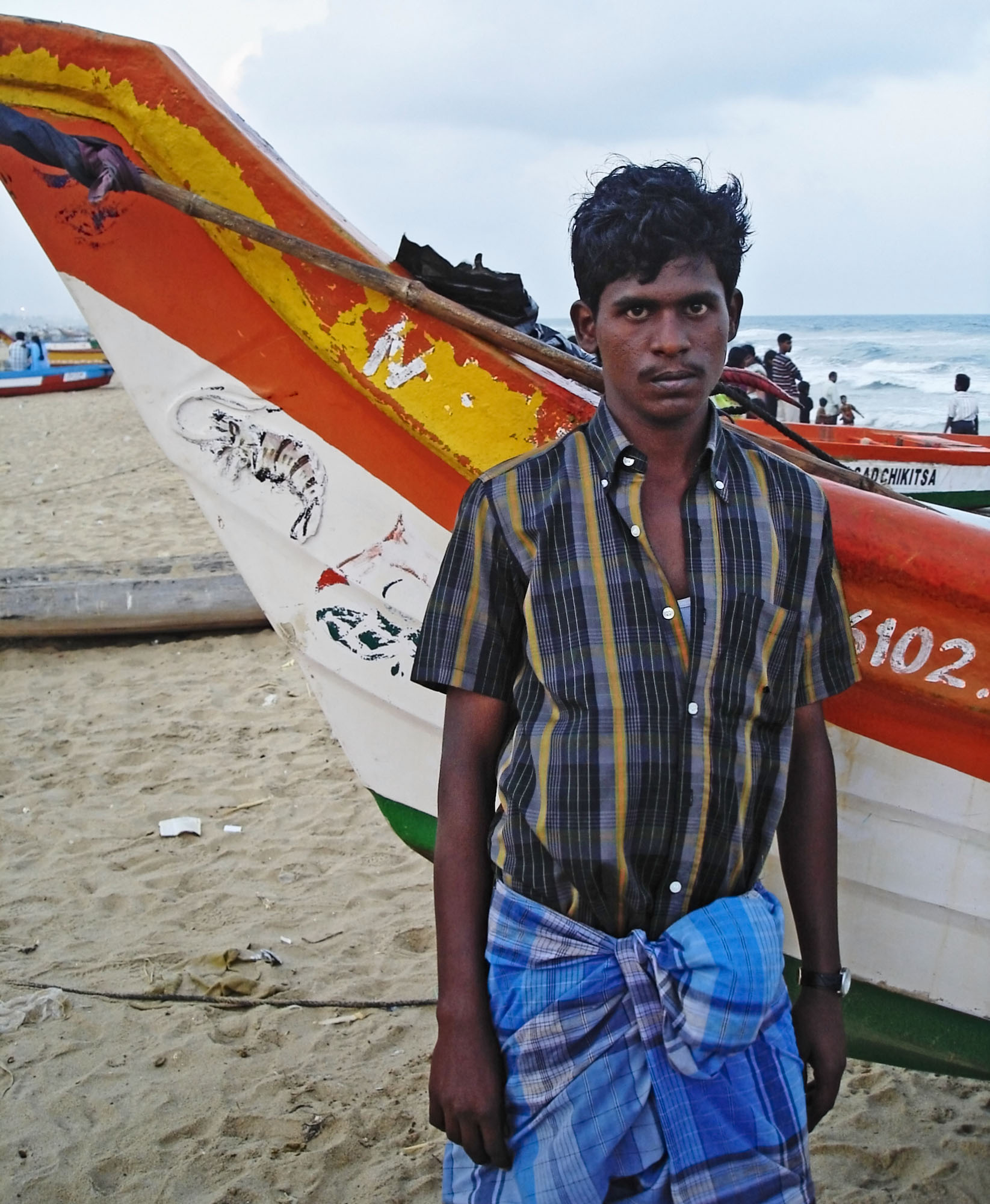
Pêcheur indien.
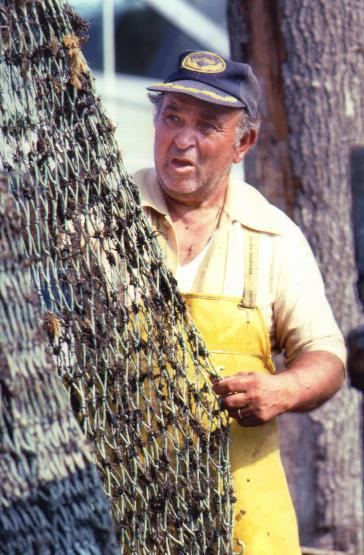
Pêcheur de Long Island.
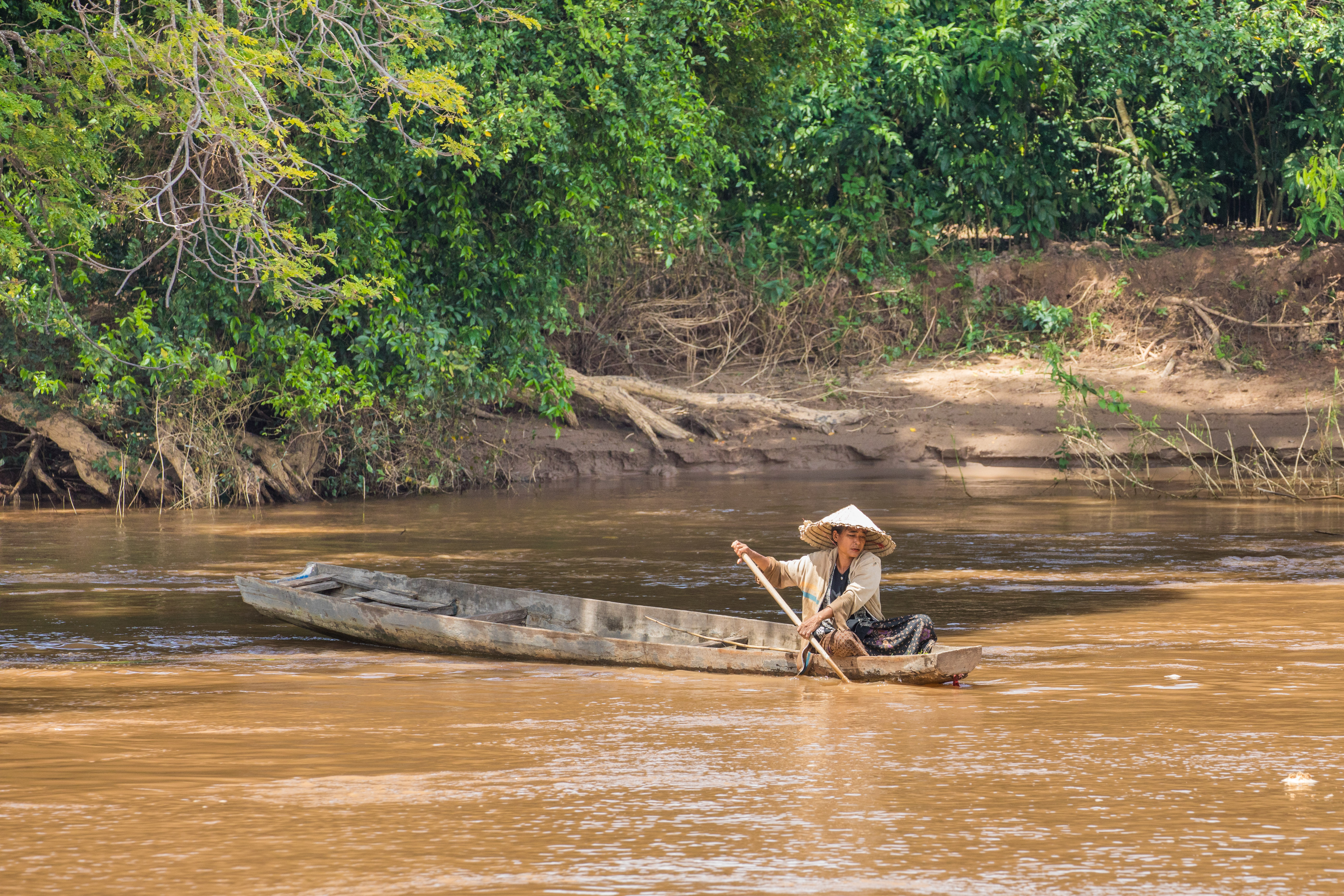
Femme dans sa barque au Laos lors d'une pêche dans le Mékong.
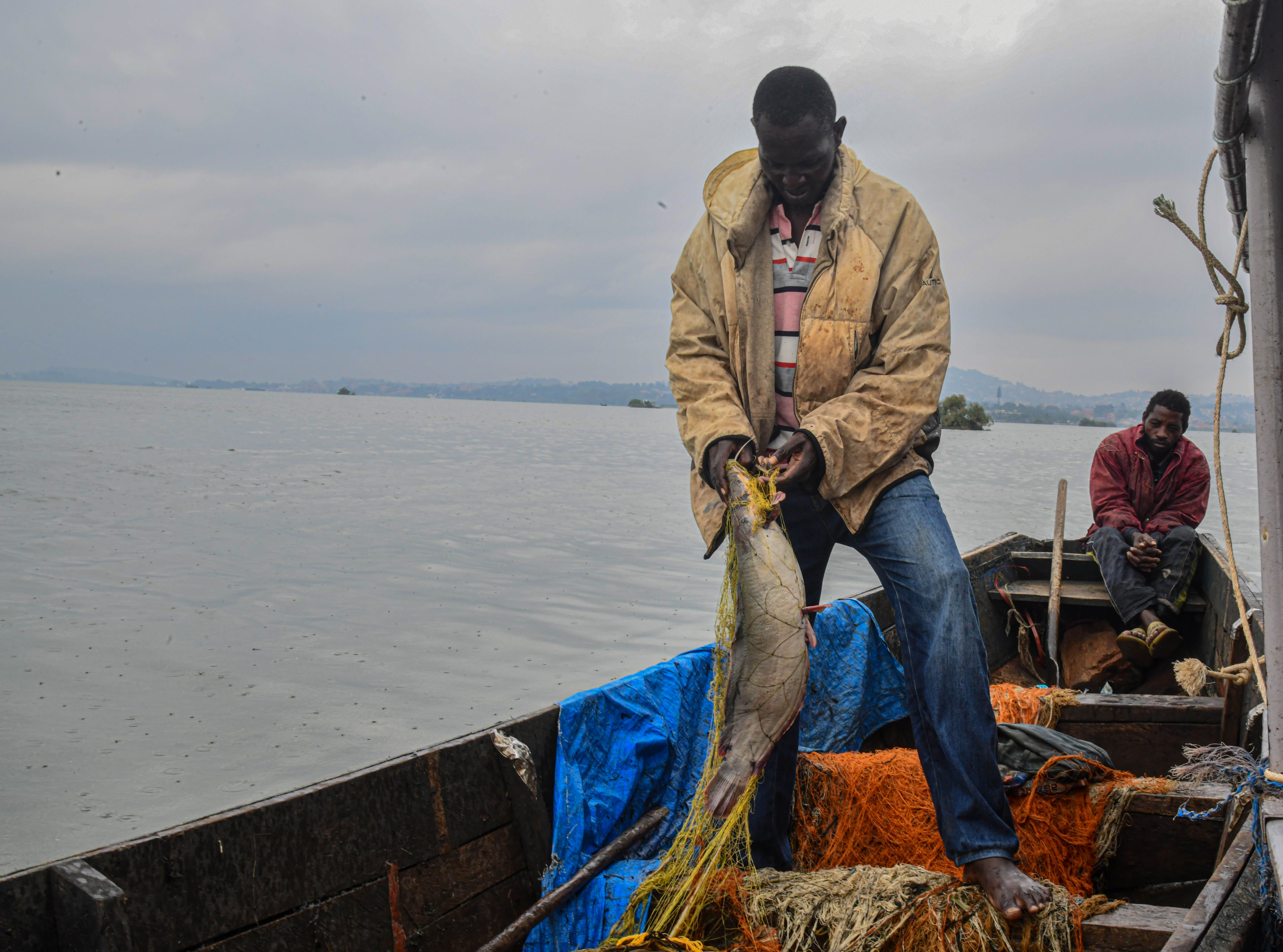
Pecheur.
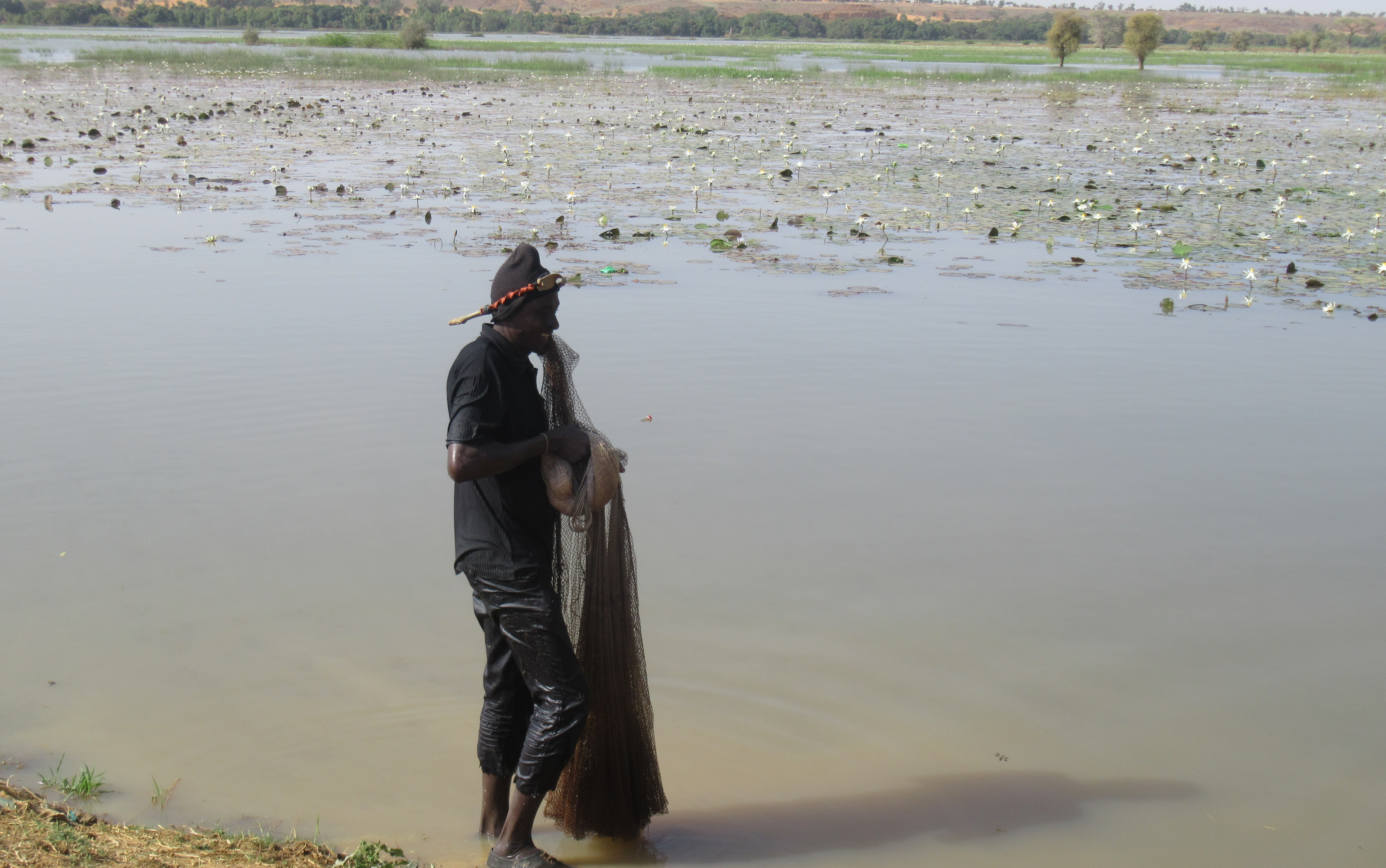
Pecheur et son filet.
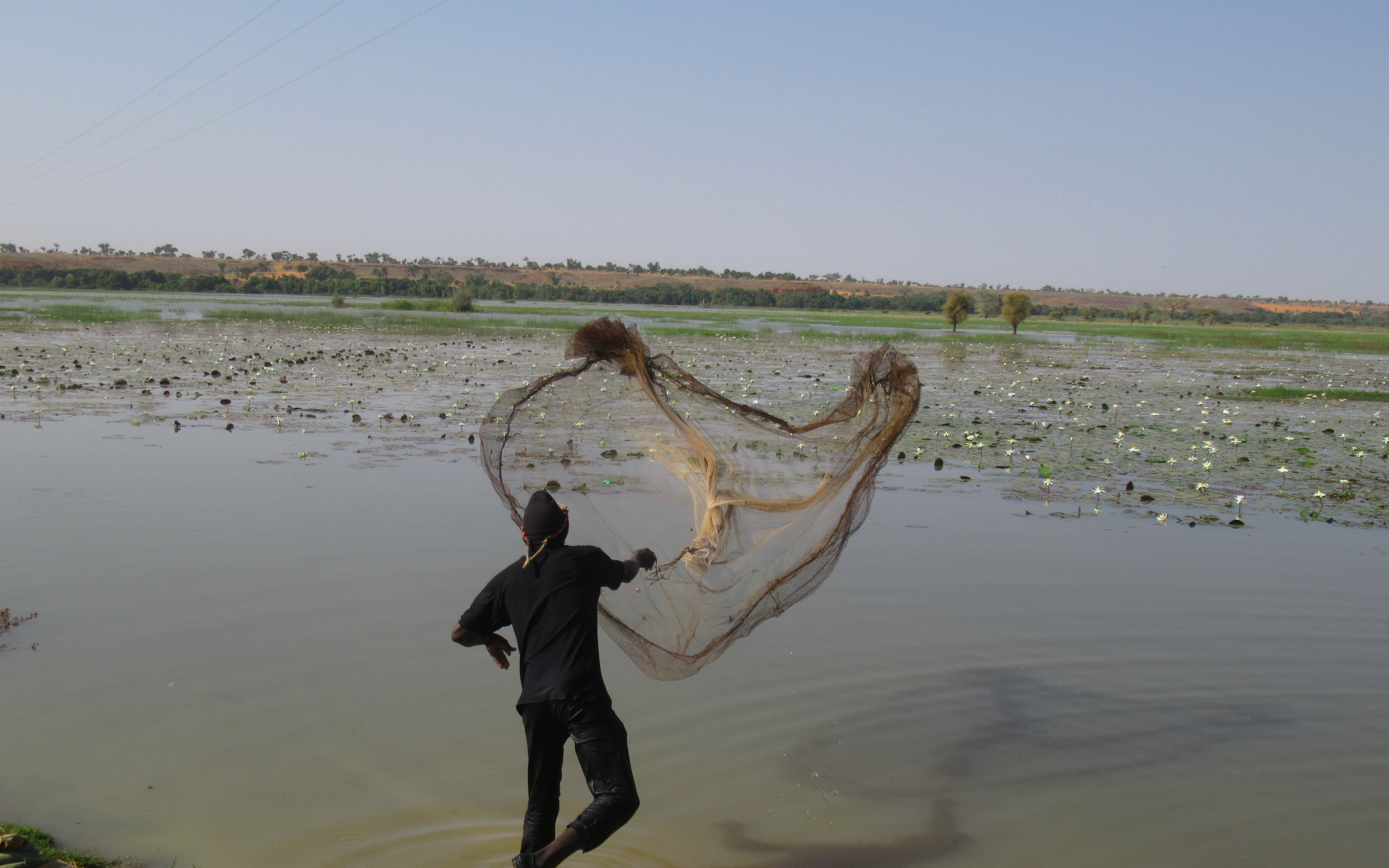
La pêche sur le fleuve Niger.
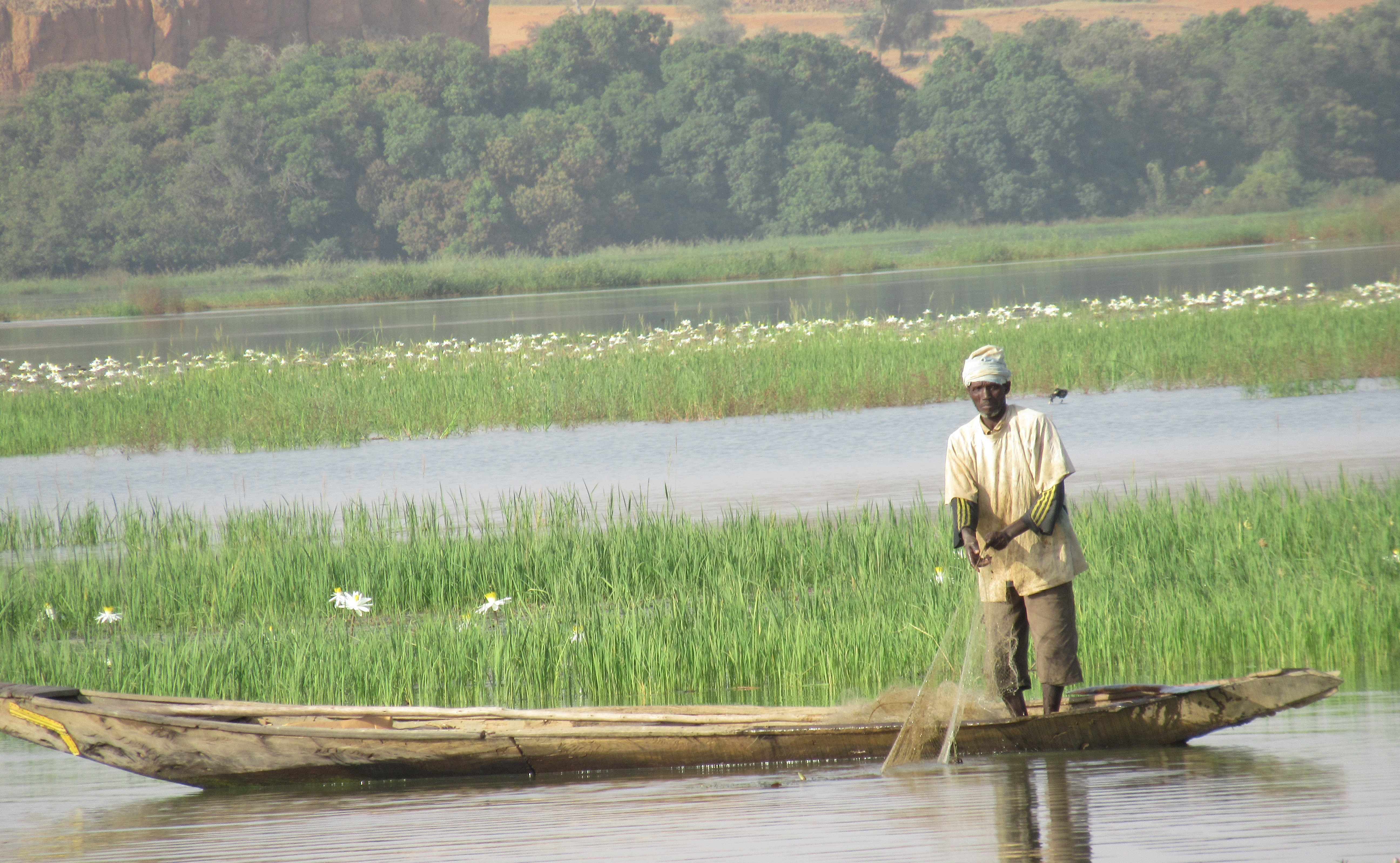
La pêche sur le fleuve Niger.

## Littérature et philosophie
La figure du pêcheur est présente dans la littérature (notamment nord-américaine avec le Moby Dick d'Herman Melville et Le Vieil Homme et la Mer d'Ernest Hemingway) ou la littérature française avec Pêcheur d'Islande de Pierre Loti ; mais aussi dans la philosophie (par exemple dans Le Sophiste de Platon). Le philosophe Gilbert Simondon, dans L'individuation à la lumière des notions de forme et d'information dans le chapitre sur la méthode analogique, désigne l'activité du pêcheur sous l'appellation d'« aspalieutique ». Ce néologisme se constitue à partir du grec ancien « ασπαλιεύς » qui signifie « pêcheur ». Ce choix n'est cependant pas arbitraire car on retrouvera des occurrences d'« ἀσπαλιευτικήν » dans le dialogue du Sophiste à propos de la pêche à l'hameçon. Une nuance toutefois: si le terme d'halieutique (« ἁλιευτικός »), plus répandu, signifie ce qui a attrait  génériquement à la pêche ou au pêcheur, le préfixe « ασπ- » ajouté à « -ἁλιευτικός » (qui donne donc « asp-alieutique ») spécifie ici — et particulièrement dans le contexte du Sophiste — l'opération d'attirer vers soi avec un hameçon.

## Peinture
Le thème du pêcheur est un thème souvent repris par les peintres (voir aussi  la catégorie Pêche dans la peinture, et l'article Navire de pêche).

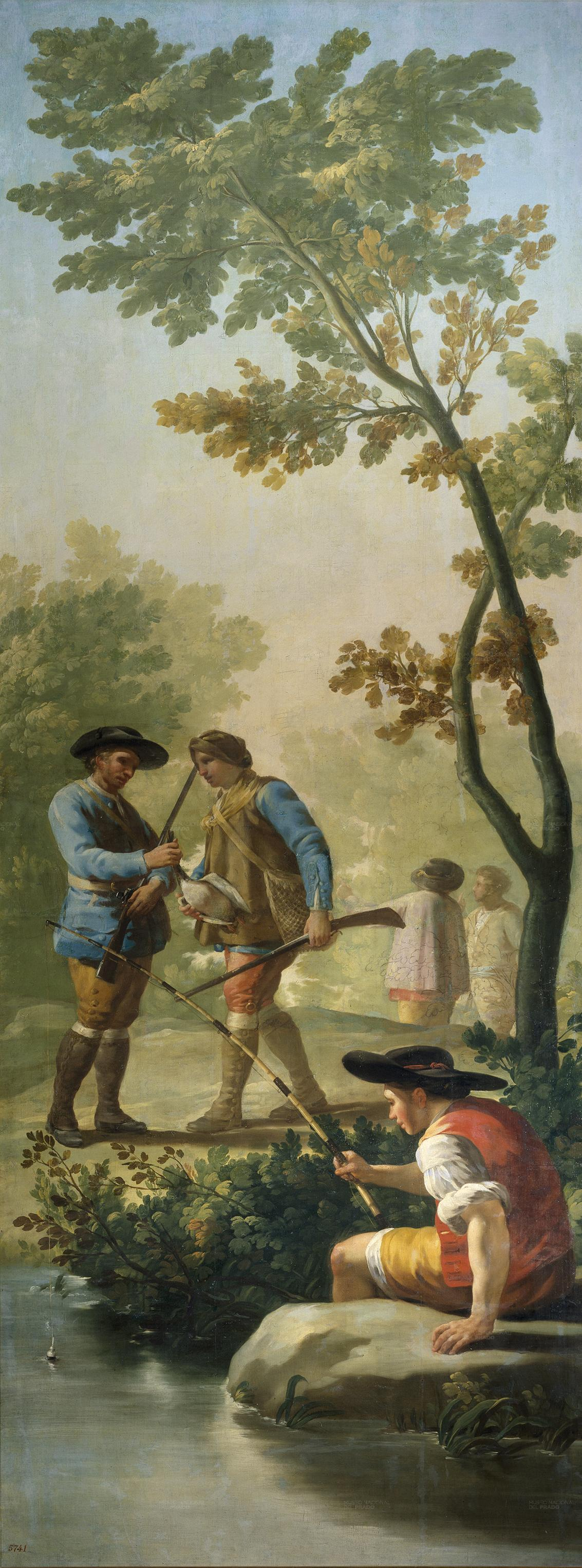
El pescador de caña, de  Francisco de Goya (1775).
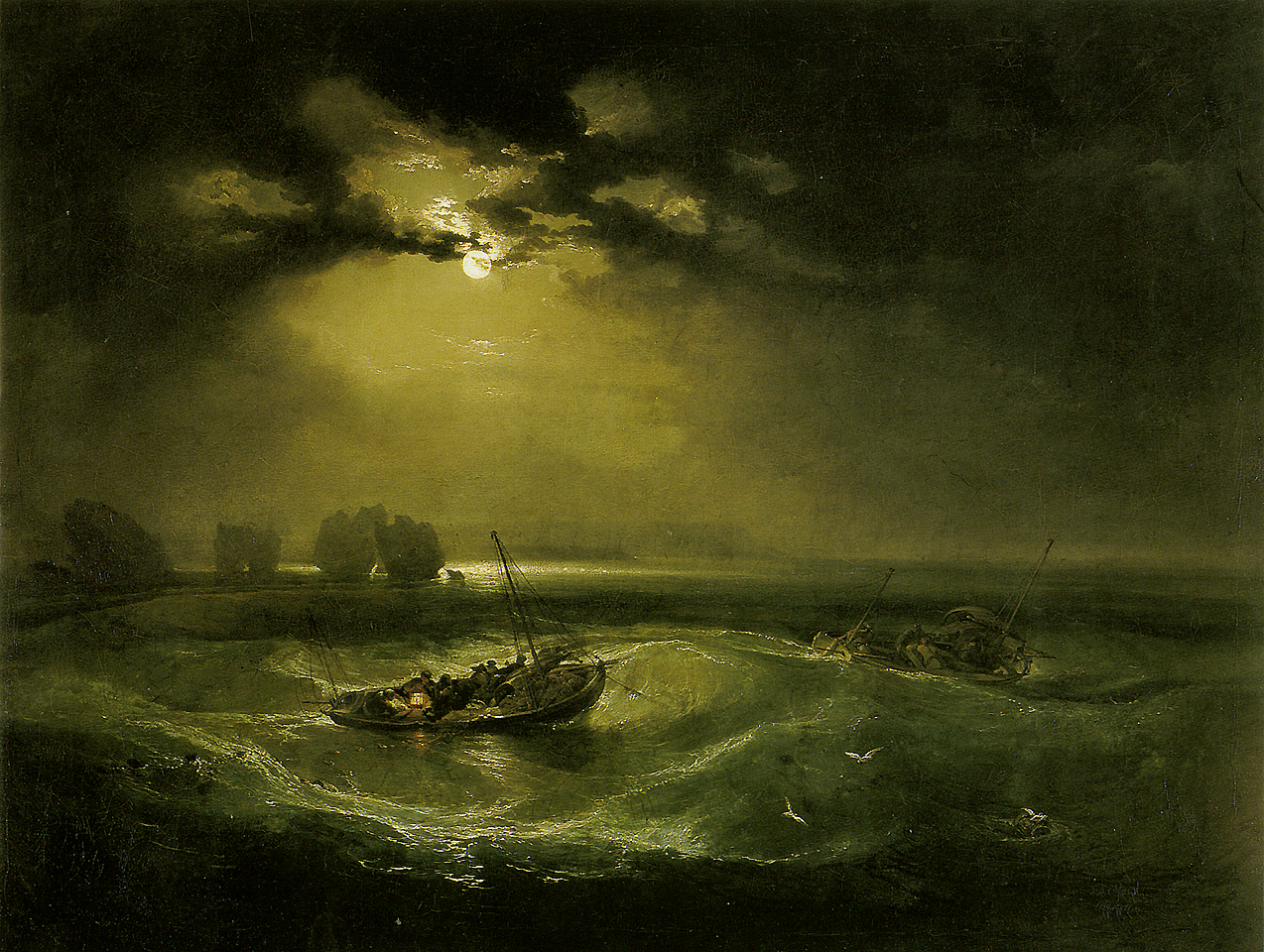
Pêcheurs en mer, de Turner (1796).
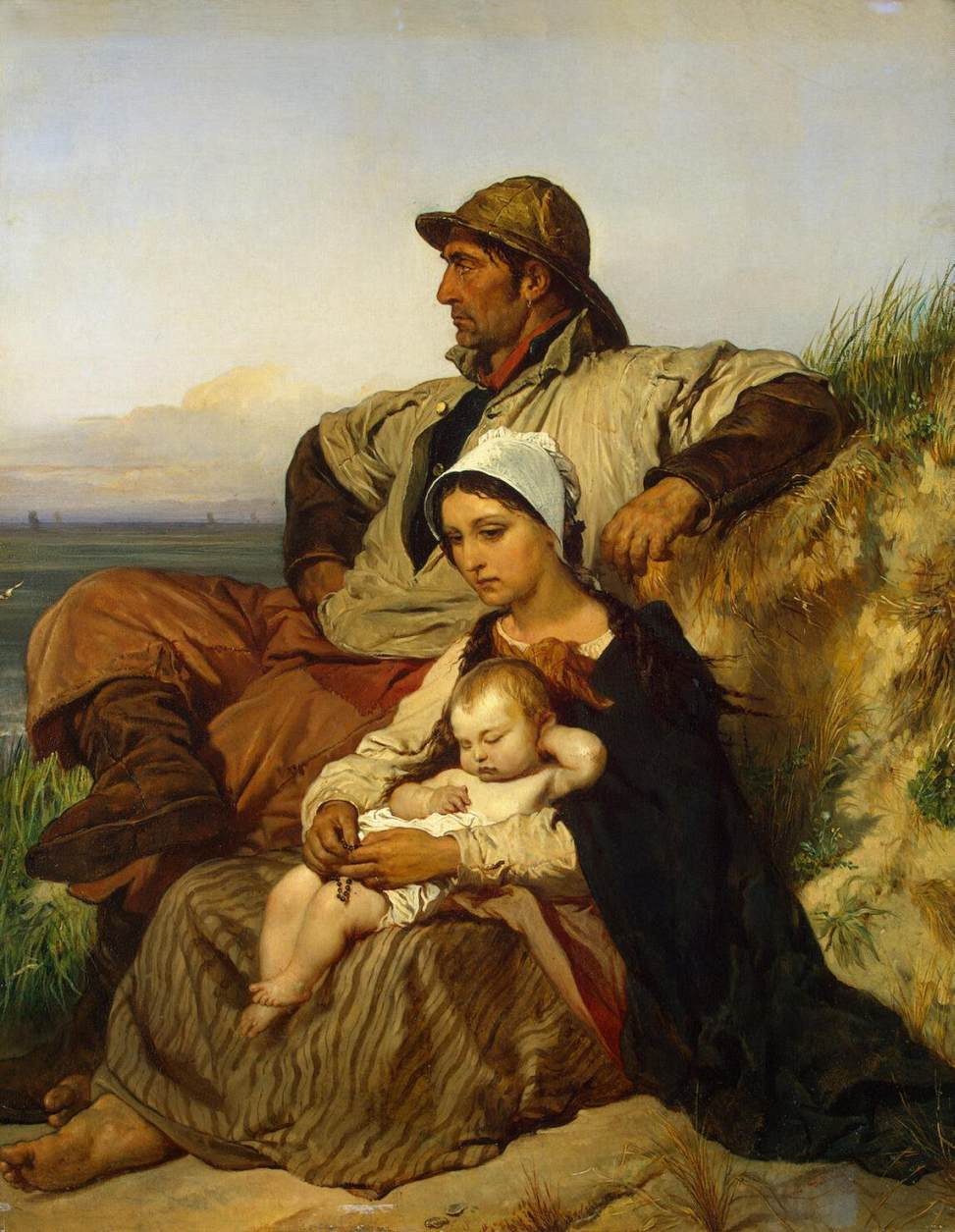
La Famille du pêcheur, de Louis Gallait (1848).
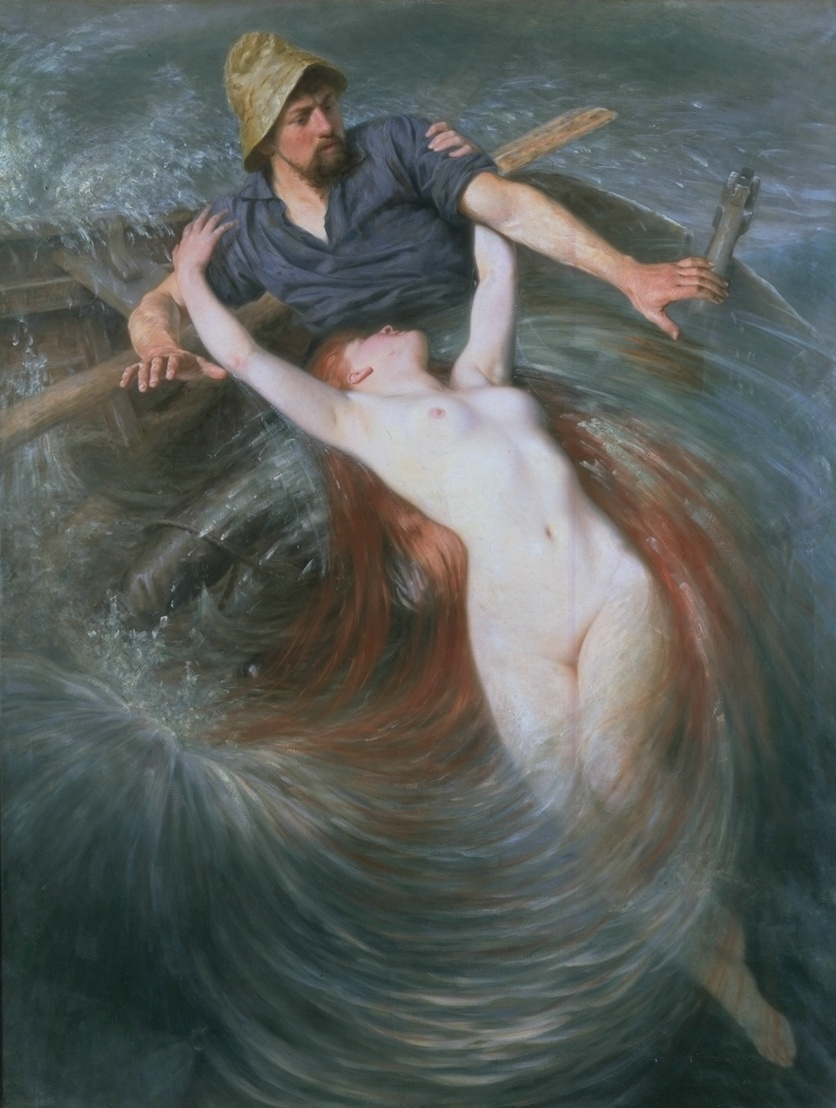
Le pêcheur et la sirène, de Knut Ekvall.
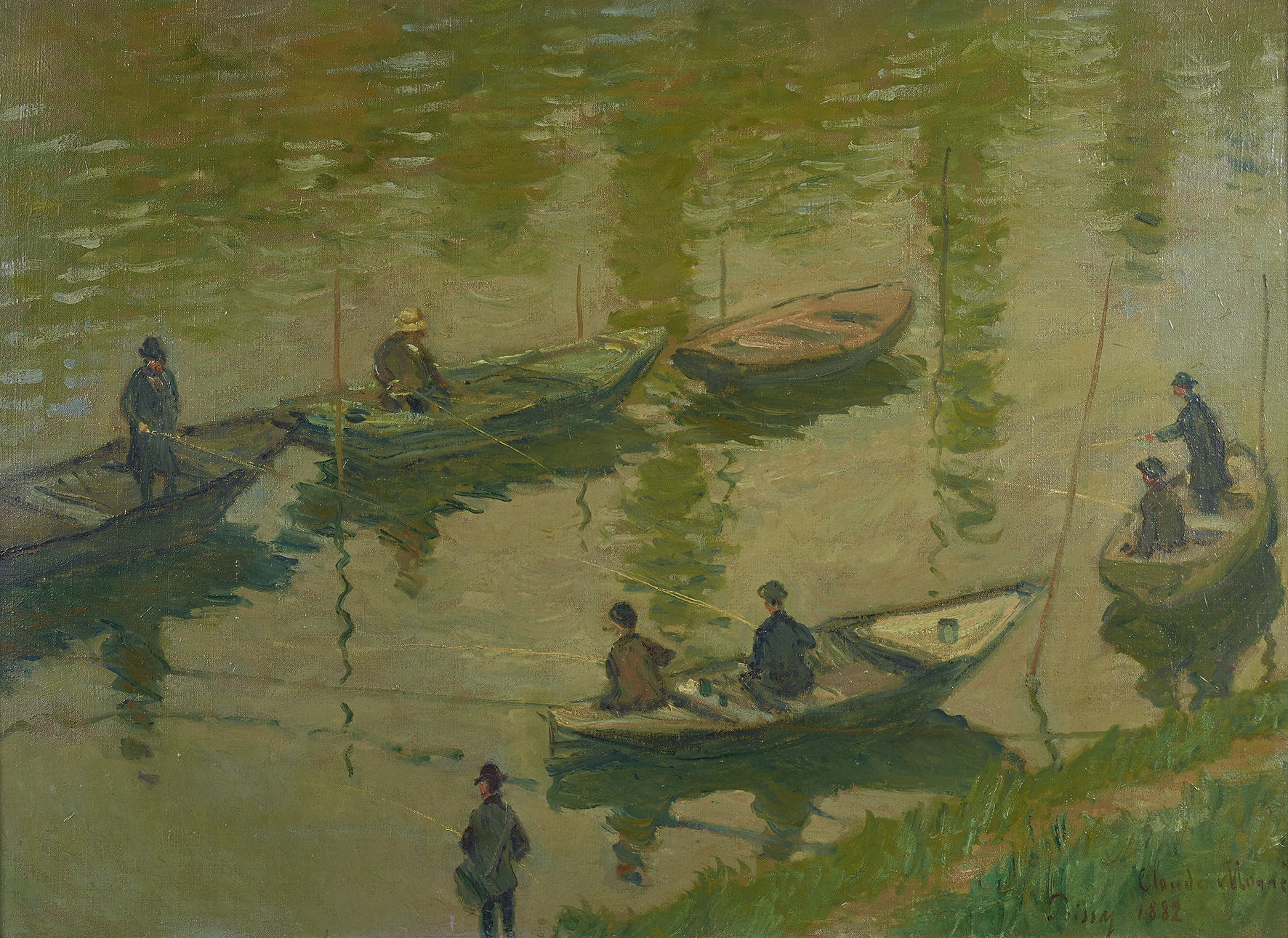
Les Pêcheurs de Poissy, de Claude Monet (1882).
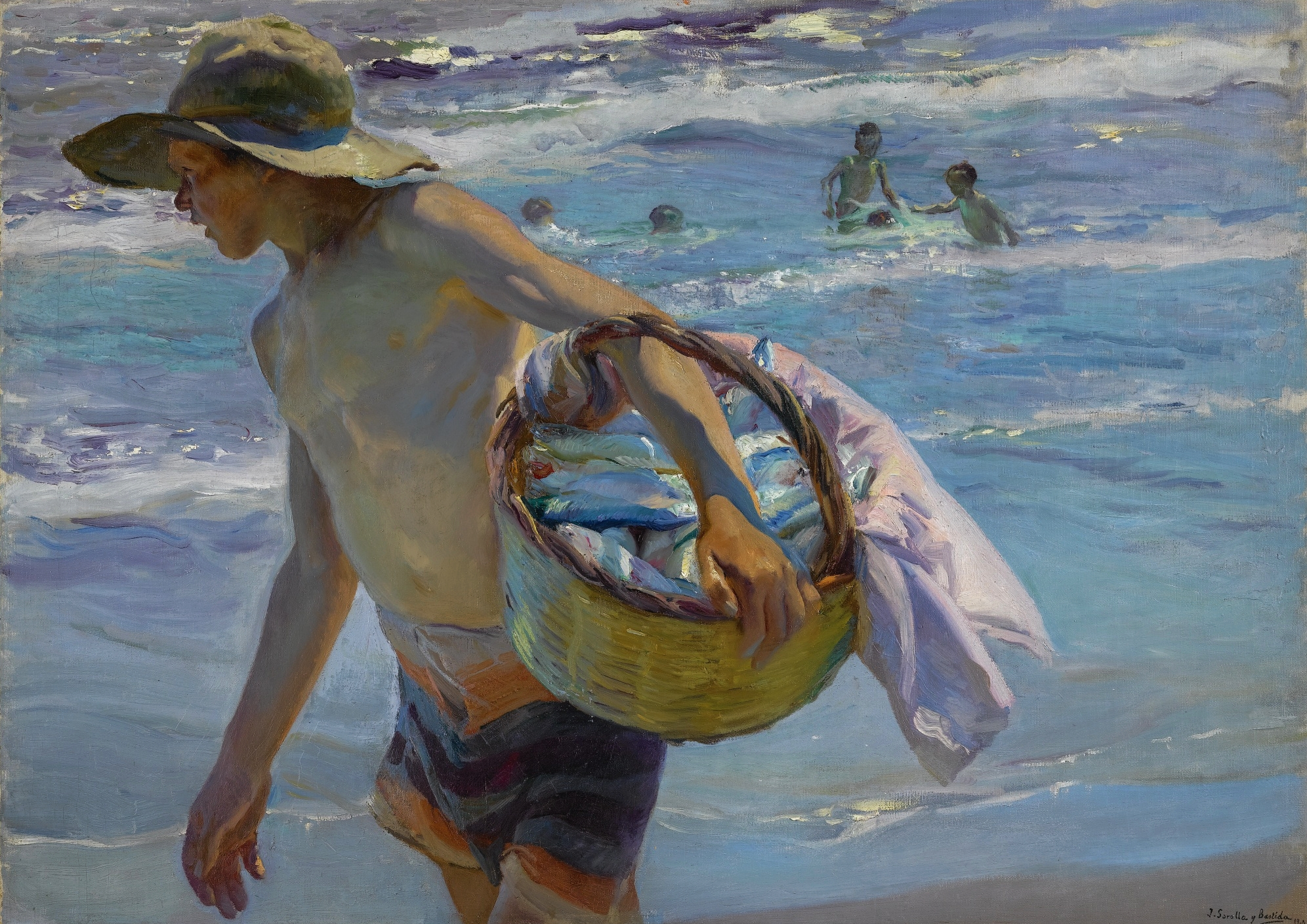
Le pêcheur, de Joaquín Sorolla (1904).